# Campionati mondiali di short track 2014
I Campionati mondiali di short track 2014 sono stati la 34ª edizione della competizione organizzata dalla International Skating Union. Si sono svolti dal 14 al 16 marzo 2014 a Montréal, in Canada.

## Calendario
| Data     | Ora (UTC-5) | Gara                            |
| -------- | ----------- | ------------------------------- |
| 14 marzo | 12:00       | 1500 m U/D - batterie           |
| 14 marzo | 13:31       | 1500 m U/D - semifinali         |
| 14 marzo | 14:18       | 1500 m U/D - finali             |
| 14 marzo | 14:49       | staffetta 3000 m D - semifinali |
| 15 marzo | 12:35       | 500 m U/D - preliminari         |
| 15 marzo | 14:15       | 500 m U/D - batterie            |
| 15 marzo | 15:03       | 500 m U/D - quarti di finale    |
| 15 marzo | 15:40       | 500 m U/D - semifinali          |
| 15 marzo | 16:07       | 500 m U/D - finali              |
| 15 marzo | 16:34       | staffetta 5000 m U - semifinali |
| 16 marzo | 11:52       | 1000 m U - batterie             |
| 16 marzo | 13:19       | 1000 m U/D - quarti di finale   |
| 16 marzo | 14:03       | 1000 m U/D - semifinali         |
| 16 marzo | 14:34       | 1000 m U/D - finale             |
| 16 marzo | 15:03       | 3000 m U/D - finale             |
| 16 marzo | 15:38       | staffetta 3000 m D - finale     |
| 16 marzo | 15:48       | staffetta 5000 m U - finale     |

## Podi

### Uomini
| Evento              | Oro                                                                         | Tempo    | Argento                                                                    | Tempo    | Bronzo                                                                 | Tempo    |
| 500 m               | Wu Dajing                                                                   | 40"526   | J.R. Celski                                                                | 40"582   | Charles Hamelin                                                        | 40"623   |
| 1000 m              | Viktor An                                                                   | 1'25"446 | Sjinkie Knegt                                                              | 1'25"626 | Park Se-yeong                                                          | 1'25"737 |
| 1500 m              | Charles Hamelin                                                             | 2'15"049 | Han Tianyu                                                                 | 2'15"138 | Park Se-yeong                                                          | 2'15"262 |
| 3000 m              | J.R. Celski                                                                 | 4'59"528 | Shi Jingnan                                                                | 5'01"801 | Viktor An                                                              | 5'12"334 |
| Staffetta 5000 m    | Paesi Bassi Niels Kerstholt Daan Breeuwsma Freek van der Wart Sjinkie Knegt | 6'52"618 | Corea del Sud Kim Yun-jae Lee Han-bin Park Se-yeong Sin Da-woon Lee Ho-suk | 6'52"651 | Gran Bretagna Jon Eley Paul Stanley Jack Whelbourne Richard Shoebridge | 6'52"716 |
| Classifica generale | Viktor An                                                                   | 63 pt.   | J.R. Celski                                                                | 55 pt.   | Charles Hamelin                                                        | 48 pt.   |

### Donne
| Evento              | Oro                                            | Tempo    | Argento                                                                                 | Tempo    | Bronzo                                                            | Tempo    |
| 500 m               | Park Seung-hi                                  | 42"792   | Elise Christie                                                                          | 42"870   | Fan Kexin                                                         | 42"942   |
| 1000 m              | Shim Suk-hee                                   | 1'30"488 | Park Seung-hi                                                                           | 1'30"597 | Valérie Maltais                                                   | 1'30"690 |
| 1500 m              | Shim Suk-hee                                   | 2'34"423 | Kim A-lang                                                                              | 2'34"717 | Park Seung-hi                                                     | 2'34"838 |
| 3000 m              | Shim Suk-hee                                   | 4'50"829 | Jessica Smith                                                                           | 4'51"625 | Valérie Maltais                                                   | 4'52"082 |
| Staffetta 3000 m    | Cina Liu Qiuhong Kong Xue Fan Kexin Han Yutong | 4'10"062 | Canada Jessica Gregg Valérie Maltais Marianne St-Gelais Jessica Hewitt Marie-Ève Drolet | 4'11"568 | Italia Arianna Fontana Cecilia Maffei Lucia Peretti Elena Viviani | 4'32"654 |
| Classifica generale | Shim Suk-hee                                   | 102 pt.  | Park Seung-hi                                                                           | 73 pt.   | Valérie Maltais                                                   | 39 pt.   |

## Medagliere
| Pos.   | Paese         | Oro | Argento | Bronzo | Totale |
| ------ | ------------- | --- | ------- | ------ | ------ |
| 1      | Corea del Sud | 5   | 4       | 3      | 12     |
| 2      | Cina          | 2   | 2       | 1      | 5      |
| 3      | Russia        | 2   | 0       | 1      | 3      |
| 4      | Stati Uniti   | 1   | 3       | 0      | 4      |
| 5      | Canada        | 1   | 1       | 5      | 7      |
| 6      | Paesi Bassi   | 1   | 1       | 0      | 2      |
| 7      | Gran Bretagna | 0   | 1       | 1      | 2      |
| 8      | Italia        | 0   | 0       | 1      | 1      |
| Totale | Totale        | 12  | 12      | 12     | 36     |